# 648
648 (DCXLVIII) fue un año bisiesto comenzado en martes del calendario juliano, en vigor en aquella fecha.

## Acontecimientos
- El papa Teodoro I excomulga al patriarca Pablo II de Constantinopla.

## Nacimientos
- Tiwol Chan Mat, noble maya.